# 보로비치

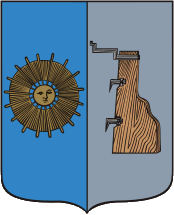
시 문장

보로비치(러시아어: Боровичи́)는 러시아 노브고로드주에 위치한 도시로, 인구는 57,755명(2002년 기준)이며 노브고로드 주에서 벨리키노브고로드(노브고로드 주의 주도) 다음으로 큰 도시이다. 벨리키노브고로드(노브고로드 주의 주도)에서 동쪽으로 194km 정도 떨어진 곳에 위치하며 므스타 강과 접한다.
1495년 처음 등장했고 1770년 예카테리나 2세에 의해 시로 승격되었다.